# Dolores Prestifilippo
Dolores Prestifilippo (Trieste, 16 gennaio 1961) è un'ex calciatrice e allenatrice di calcio italiana.
Nella sua lunga carriera come giocatrice vanta la conquista di numerosi trofei per club e presenze nella nazionale italiana.

## Carriera

### Giocatrice
Dolores Prestifilippo fin da giovanissima età inizia a praticare sport, giocando inizialmente a pallavolo fin alla Serie A2 per approdare in seguito al calcio.

## Palmarès

### Giocatrice

#### Club
- Campionato italiano: 3

Reggiana: 1989-1990, 1990-1991, 1992-1993
- Coppa Italia: 2

Reggiana: 1991-1992, 1992-1993
- Campionato italiano di Serie B: 1

Tradate Abbiate: 1998-1999

### Allenatrice
- Campionato italiano di Serie B: 1

Tradate Abbiate: 1998-1999